# فرانسواز بيرتو دي موتفيل

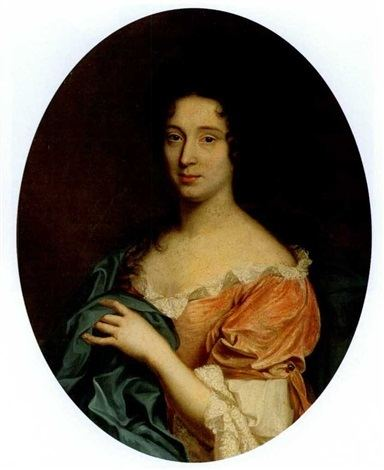
فرانسواز بيرتو دي موتفيل

فرانسواز بيرتو دي موتفيل ( ولدت سنة – 1621 وتوفيت سنة 1689) هي كاتبة مذكرات فرنسية.

## سيرة
هي ابنة بيير بيرتو، أحد رجال غرفة الملك، وابنة أخت الأسقف الشاعر جان بيرتو .

## فهرس
- أوليفر ماليك، "Rien n'est Permanent sous le ciel." السيدة دي موتفيل آم فرانزوسيسشن هوف (1622-1666)، في: زيتسبرونج ، المجلد. 18، رقم 3 (2014)، ص. 257-312.
- جان باسكال جاي، "فرانسواز دي موتفيل. خبرة غير محددة أو تعليق لا تعد لاهوتية. مؤلف "أطروحة" أنثوية حول ألوهية المسيح"، في :المصدر(المصادر)، العدد(8-9)، 2016، ص. 39-73.